# 多源文件传输协议
多源文件传输协议（英語：Multisource File Transfer Protocol）被设计用来进行P2P式的檔案分享。由于该协议一直在被开发改进之中，所以可能会出现更多的功能。MFTP协议被eDonkey网络客户端（如eDonkey2000、eMule、aMule等）和Overnet网络所扩展和使用。

## 特点
MFTP定义了文件的某种Hash（eDonkey网络是MD4 Hash的变体），以唯一地识别同内容的文件，而不管它的文件名是什么。它也拥有带宽的管理功能（即：反吸血），可调整用户与文件的优先级。它也可以分享文件的元数据（比如文件是好是坏的评分等等）。

## 使用了MFTP的协议或软件
- eDonkey网络
  - eDonkey2000
  - eMule
  - aMule
- Overnet
- Hydranode